# YLW 16B
YLW 16B är en eruptiv variabel av T Tauri-typ i Ormbärarens stjärnbild, 400 ljusår från jorden. Förändringarna i stjärnans ljusstyrka syns 74 sekunder senare i dess protoplanetära skiva, baserat på vilket skivan sträcker sig 0,08 astronomiska enheter från stjärnan.